# Helsenhorn
Helsenhorn är ett berg i Schweiz.   Det ligger i distriktet Raron och kantonen Valais, i den södra delen av landet, 90 km sydost om huvudstaden Bern. Toppen på Helsenhorn är 3 272 meter över havet, eller 576 meter över den omgivande terrängen. Bredden vid basen är 8,4 km.
Terrängen runt Helsenhorn är huvudsakligen bergig. Närmaste större samhälle är Naters, 15,7 km väster om Helsenhorn. 
Trakten runt Helsenhorn består i huvudsak av gräsmarker. Runt Helsenhorn är det ganska glesbefolkat, med 24 invånare per kvadratkilometer.